# الکسی سیواکوف
الکسی سیواکوف (انگلیسی: Alexei Sivakov؛ زادهٔ ۷ ژانویهٔ ۱۹۷۲ ‏(۵۳ سال)) دوچرخه‌سوار اهل روسیه است.